# 羅切斯特 (密蘇里州)
羅切斯特（英語：Rochester）是位於美國密蘇里州安德魯縣的非建制地區。

## 歷史
羅切斯特的郵局於1844年設立，其後於1935年停運。

## 地理
羅切斯特所處的海拔為高於海平面274米（即899英呎），而該地所採用的時區為UTC-6，即北美中部時區（CST）。同時該地設有夏令時間，為UTC-6調快一小時，即UTC-5（CDT）。